# أربيان صلب
الأربيان الصلب (باللاتينية: Anthemis indurata) نوع نباتي يتبع جنس الأربيان من الفصيلة النجمية.

## الموئل والانتشار
موطنه بلاد الشام ومصر والمغرب العربي.

## مرادفات للاسم العلمي
- (باللاتينية: Anthemis indurata var. angulata Pamp.)
- (باللاتينية: Anthemis indurata var. indurata)
- (باللاتينية: Anthemis leucanthemifolia subsp. philistea (Boiss.) Eig)
- (باللاتينية: Anthemis leucanthemifolia subsp. rafaensis Eig)
- (باللاتينية: Anthemis philistea Boiss.)